# Erika Wimmer Mazohl
Erika Wimmer Mazohl (* 7. August 1957 in Bozen) ist eine italienisch-österreichische Schriftstellerin und Verfasserin von essayistisch-dokumentarischen Werken.

## Leben
Erika Wimmer Mazohl ist als Tochter des Journalisten und Autors Klaus Mazohl in Bozen geboren und aufgewachsen. Sie hat in Innsbruck studiert und promovierte 1983 über die Südtiroler Tageszeitung Dolomiten, mit der unter dem Namen Erika Webhofer eingereichten Arbeit Die „Dolomiten“ – eine konservative Tageszeitung. Ideologiekritische Studien am Beispiel der Kulturberichterstattung und der literarischen Beilage. Unter dem Doppelnamen Erika Wimmer-Webhofer ist sie Mitherausgeberin der Werke von Norbert Conrad Kaser und Johannes E. Trojer. Ihre literarischen Veröffentlichungen erschienen unter dem Namen Erika Wimmer, seit 2017 verwendet sie den Namen Erika Wimmer Mazohl.
Sie publizierte Bücher über die Kulturjournalistin und Dokumentarfilmerin Krista Hauser, über die Kulturzeitschrift Arunda (gemeinsam mit Christine Riccabona) und über die Österreichischen Jugendkulturwochen in Innsbruck (gemeinsam mit Milena Meller und Christine Riccabona). Das „aus fünf Perspektiven und in unterschiedlichen Tonlagen“ gehaltene Buch über die Psychoanalytikerin und Friedensaktivistin Erika Danneberg anlässlich von deren 100. Geburtstag 2022 zählt zu ihren belletristischen Veröffentlichungen.
Erika Wimmer Mazohl kann auf längere Aufenthalte in Italien, Frankreich und Indien zurückblicken. Sie ist Mitglied der Grazer Autorinnen Autorenversammlung (GAV), der Literar-Mechana und der SAAV – Südtiroler AutorInnenvereinigung.
Veröffentlichungen erfolgten in Anthologien, Zeitschriften und im Österreichischen Rundfunk.

## Auszeichnungen
- 1996 Kunstpreis der Stadt Innsbruck, 2. Preis für Erzählende Dichtung
- 2000 Großes Literaturstipendium des Landes Tirol
- 2002 Kunstpreis der Stadt Innsbruck, 2. Preis für Dramatische Dichtung
- 2003 Dramatikerstipendium des Bundesministeriums für Unterricht, Kunst und Kultur (BMUKK)
- 2004 Staatsstipendium für Literatur des BMUKK
- 2006 Dramatikerstipendium des BMUKK
- 2008 Kunstpreis der Stadt Innsbruck, 1. Preis für Erzählende Dichtung
- 2012 Staatsstipendium für Literatur des BMUKK
- 2013 Finalistin Literaturpreis Wartholz
- 2014 Kunstpreis der Stadt Innsbruck, 1. Preis für Dramatische Dichtung
- 2019 Dramatikerstipendium des österreichischen Bundeskanzleramts

## Werke

### Prosa
- Feder, Stein. Erzählungen. TAK, Innsbruck 1996, ISBN 3-900888-30-2.
- Manchmal das Paradies. Erzählung. Deuticke, Wien 1999, ISBN 3-216-30470-1.
- Im Winter taut das Herz. Roman. Deuticke, Wien 2002, ISBN 3-216-30625-9.
- Die dunklen Ränder der Jahre. Roman. Folio, Wien/Bozen 2009. ISBN 978-3-85256-495-1.
- Nellys Version der Geschichte. Roman. Limbus, Innsbruck 2014. ISBN 978-3-99039-000-9.
- zusammen mit Nora Wimmer: Geldspiel ohne Ende. Hypo-Roman. Verlag Bibliothek der Provinz, Weitra 2014, ISBN 978-3-99028-371-4.
- Meran abseits der Pfade. Eine etwas andere Reise durch die Stadt der Villen und Promenaden. Braumüller, Wien 2017, ISBN 978-3-99100-207-9.
- Löwin auf einem Bein. Roman. Limbus, Innsbruck 2020, ISBN 978-3-99039-166-2.
- Wolfs Tochter. Roman. Edition Laurin, Innsbruck, 2022, ISBN 978-3-903539-11-2.

### Dramatik
- Der kleine Hobbit. Kindertheaterstück nach R. J. Tolkien. (UA Innsbruck) 1992.
- Leider! oder Eine ganz normale Katastrophe. Hörspiel. (ORF-Studio Tirol) 1995.
- Täuschungen. Hörspiel (ORF-Studio Tirol) 1997.
- Die Sonne. Hörspiel (ORF-Studio Tirol) 1998.
- Olympe oder Die letzten Worte. Bühnenstück (UA Innsbruck; Gastspiele Nenzing, Zagreb) 1998.
- Auf Messers Schneide. Bühnenstück. (UA Meran) 2003.
- Auf Messers Schneide. Hörspiel. (RAI Bozen) 2004.
- (k)ein teppich für den duce_ zeigt her eure füße, zeigt her eure schuh. Hörstück. (ORF-Studio Tirol) 2004.
- Schund. Eine Farce. (UA Innsbruck) 2006.
- Der Berg kommt. Bühnenstück. (UA Innsbruck) 2020.

### Lyrik
- Schau ich hinüber zu dir. Liebesgedichte. offizin S, Meran 2008.
- Orte sind. Gedichte. Edition Laurin, Innsbruck 2019, ISBN 978-3-902866-81-3.
- Das zweite Gesicht. Gedichte zu Dante-Miniaturen von Markus Vallazza. Limbus Verlag, Innsbruck 2021.

### Installationen / Experimente
- 2004 (k)ein teppich für den duce_ zeigt her eure füße, zeigt her eure schuh. Installation (Tiroler Landesmuseum, Innsbruck, mit Gitti Schneider und Anna Maria Mackowitz)
- 2007 reisen ins detail. Text & Fotografie (Literaturhaus am Inn, Innsbruck)
- 2008 doppelpunkt. Textinstallation zu Milena Meller „Blasser Schimmer“ (Fotoforum West Innsbruck)
- 2009 12 Gedichte zu: LESE ZEICHEN ZEICHEN LESE. Fotografie Texte Klang. Performance und Ausstellung. Gemeinsam mit Monika Zanolin, Petra Nachbauer, Petra Maria Kraxner und Musikerinnen. Fotoforum West 14.–16. Mai 2009.
- 2016 Wurfgedichte / Körperschrift denkmalefix (gemeinsam mit Tom Zabel). Im Rahmen von: flattersätze. text & visualisierung. Innsbruck: Galerie im Taxispalais.
- 2018 ANDERNORTS ALTROVE. Textplakate (mit Fotoplakaten von Hanna Battisti, Andreas Bertagnoll, Peter Elvin, Georg Erlacher, Claudia Fritz, Nicolas Hafele, Werner Neururer, Margit Santer, Andrea Maria Trompedeller). Brennerpass, öffentlicher Raum (Geschäftsauslagen St. Valentinstr.).
- 2019 ANDERNORTS ALTROVE. Textplakate zu einer Fotoausstellung (mit Fotografen s. o.). Bozen, Dominikanergalerie.